# Ausreißer (Kurzgeschichte)

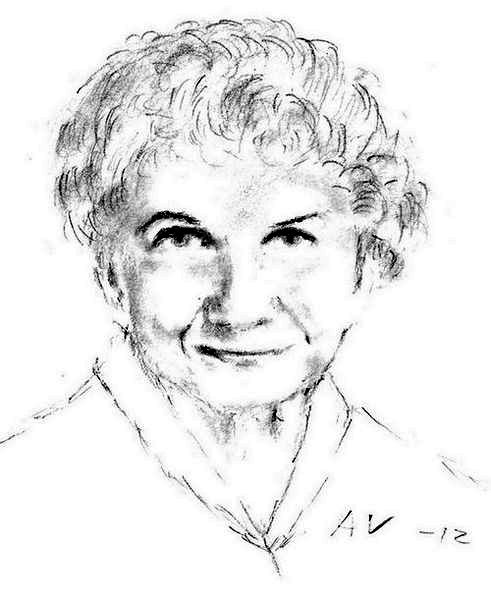
Alice Munro, Nobelpreis für Literatur 2013

Ausreißer (im Original Runaway, 2003 / 2004) ist eine Short Story von Alice Munro, in der drei Menschen ihr Verhältnis zueinander neu aushandeln und in der eine Ziege, die verschwindet und zurückkehrt, eine wichtige Rolle zu spielen scheint.

## Handlung
Die Story beginnt während einer verregneten Sommerphase und handelt von drei Menschen (Carla, Sylvia und Clark) und von Flora, einer Ziege, durch deren Ausbrechen und Rückkehr das Ehepaar Carla und Clark sowie deren jüngst verwitwete Nachbarin Sylvia anders zueinander stehen als bisher. Drei der Genannten entfernen sich zu verschiedenen Zeitpunkten aus dem erzählerischen Horizont, nur zwei von ihnen kehren im Laufe der Geschichte zurück und in einem der drei Fälle endet die Rückkehr tödlich. Eine andere beschreibende Zusammenfassung der Story liefert in deutscher Sprache Annette Traks: Carla und ihr Mann Clark betrieben einen mäßig laufenden Reiterhof, von dem eines Tages die weiße Ziege Flora verschwinde. Carla vermisse sie sehr. Bei ihrem Ehemann habe sie ständig das Gefühl, dass sie ihm nichts recht machen könne. Zwar ertrage sie ihn kaum noch, aus wirtschaftlichen Gründen sei es aber undenkbar, ihn zu verlassen. Die Fluchthilfe, die Carla von der Nachbarin Sylvia annehme, ende anders als geplant. Es wird weit überwiegend chronologisch erzählt.

## Interpretation
In dieser Erzählung problematisiere Munro das Geben bzw. Nehmen von Pflegeleistungen, insbesondere löse sie die Grenzziehungen zwischen diesen beiden auf. Figuren, die nicht eindeutig als Geberin oder Nehmerin auftauchen, seien in ihrer Ambiguität häufig gleichermaßen unabdingbar wie bedrohlich, so Amelia DeFalco (2012).
Katrin Berndt hat sich mit den phantastischen Elementen in dieser Erzählung befasst, etwa in der Art wie die Ziege wieder auftaucht, und sie meint, dass hier die drei typischen Figuren eines Schauerromans auftreten: Carla als Jungfrau in Nöten, Clark als die bedrohliche männliche Figur und Sylvia als weise Frau. Carla und Sylvia seien allerdings sarkastische Varianten der bekannten Figuren, denn die jüngere werde als unnötig emotional abhängig charakterisiert und die ältere habe selbst mit emotionalen Problemen zu kämpfen. Clark wiederum wird von Carla trotz allem als der romantische Liebhaber gesehen, von Sylvia hingegen als Bösewicht, der seine Ehefrau malträtiert. Voller schwarzer Ironie werde gezeigt, dass er keines von beidem sei, sondern ein Dummkopf, der sich für keine der beiden Rollen eigne. Berndt meint, die drei Figuren befänden sich miteinander in Verwicklungen aus unterdrückten Wünschen und infrage gestellten Machtbeziehungen. Munros dichte und knappe Erzählweise lege einige verschiedene Erklärungen dafür an, warum Carla sich entscheidet, bei ihrem Mann zu bleiben. Carla gebe einem vertrauten Unglücklichsein den Vorzug vor der vagen Versuchung der Freiheit, schreibt Berndt und ergänzt: scheinbar.
In diesem Werk würden Munros Stärken deutlich: wie Schilderungen im Detail und in der Totale sich ergänzen, wie die Figuren beobachtet, aber nicht kritisiert werden, wie unterschwellig die Teilnahme bleibt, so dass Leser sich einlassen können, aber nicht müssen, und wie raffiniert die Handlung aufgebaut sei, deren Konstruiertheit unspürbar ist, so Tilman Spreckelsen in seinem Beitrag zu Alice Munros Nobelpreis 2013 für die FAZ.

## Ausgaben und Versionen
- "Runaway", zuerst publiziert in: The New Yorker am 11. August 2003, kürzere Fassung, im Web frei lesbar
- Als Titelstory enthalten in der Sammlung Runaway, 2004. Dies ist eine weiter ausgearbeitete Fassung.
- Auf den Seiten 429–465 enthalten in: Alice Munro’s Best: A Selection of Stories. With an introduction by Margaret Atwood. Table of Contents (PDF; 55 kB) XVIII, 509 S., McClelland & Stewart, Toronto 2006, ISBN 978-0-7710-6520-0 bzw. Carried Away: A Selection of Stories. With an introduction by Margaret Atwood. XXXV, 559 S., Alfred A. Knopf, New York, 2006, ISBN 0-307-26486-6
  - auf Deutsch enthalten in: Tricks. Acht Erzählungen. Übersetzung von Heidi Zerning. S. Fischer, Frankfurt am Main 2006, ISBN 3-10-048826-1

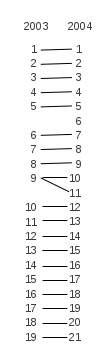
Alice Munro: "Runaway" (2003 / 2004), Versionsunter-schiede nach Abschnitten

In englischer Sprache hat das Werk im Band Alice Munro's Best eine Länge von 37 Seiten. Die Erzählung besteht aus 21 Abschnitten, von denen einer aus nur zwei Zeilen besteht. Dabei handelt es sich um ein entscheidendes Telefonat zwischen Carla und Clark. Zwei weitere sehr kurze Abschnitte weisen eine Länge von 5–7 Zeilen auf, in denen es um Sylvia geht. Die anderen Abschnitte sind wesentlich länger. Die erste Version von 2003 ist in nur 15 Abschnitte gegliedert und um einige Seiten kürzer. 
In der Fassung von 2004 ist der sechste Abschnitt inhaltlich gänzlich neu. Darin wird geschildert, wie Carla Flora vermisst, nach ihr sucht und sie ruft. Im letzten Abschnitt hinzugekommen sind an vollständigen Sätzen nur zwei: „Nothing there“ und „She might be free“, in anderen Abschnitten sind zum Teil ganz Absätze ergänzt worden, ansonsten gibt es vor allem stilistische Verknappungen.